# Philicus dialloides
Philicus dialloides är en skalbaggsart. Philicus dialloides ingår i släktet Philicus och familjen långhorningar.

## Underarter
Arten delas in i följande underarter:
- P. d. dialloides
- P. d. djampeanus